# Gaïac
Pour l’article ayant un titre homophone, voir Gaillac.
Ne doit pas être confondu avec Gaïac de Cayenne.

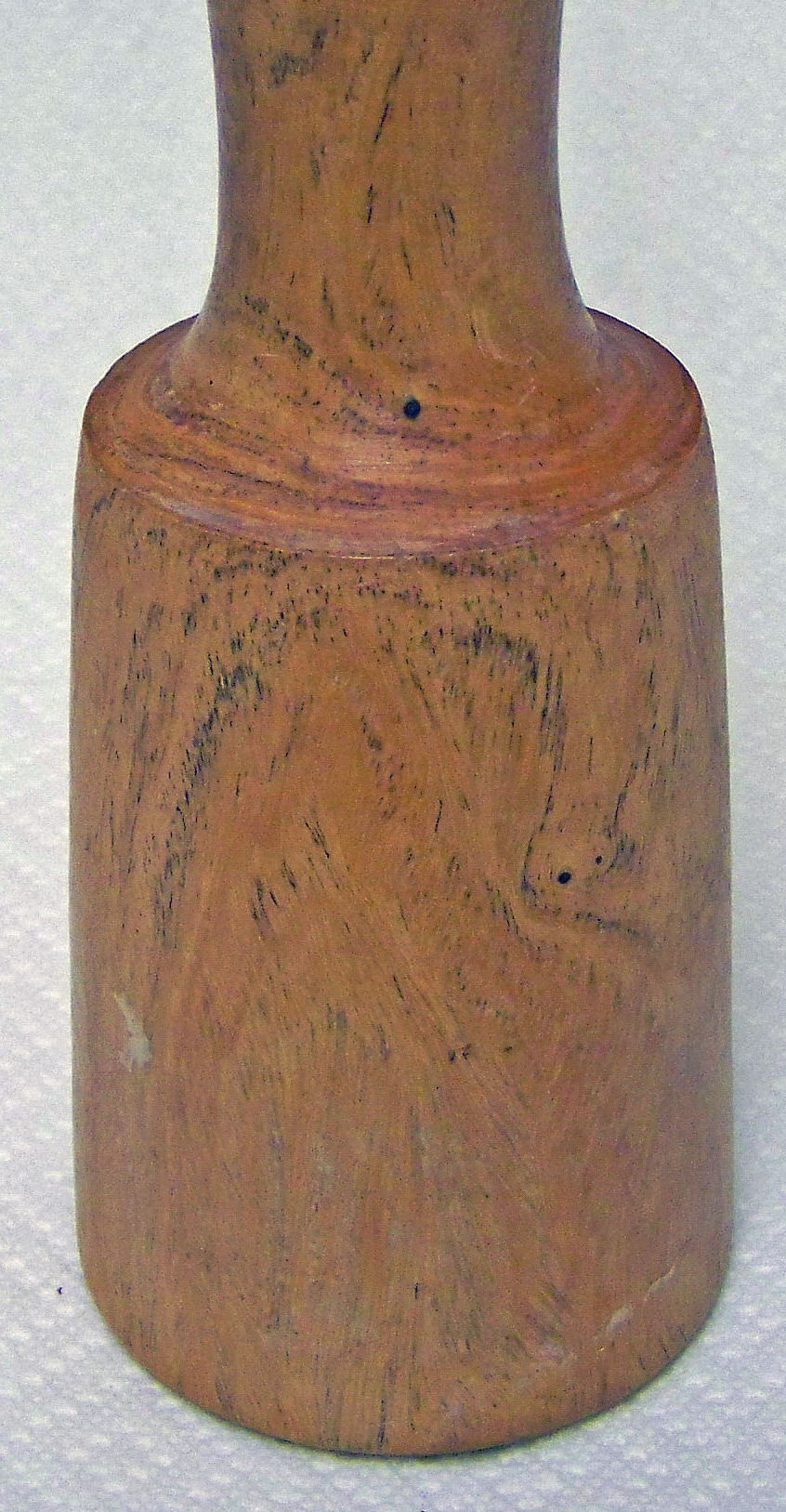
Pilon en bois de gaïac.

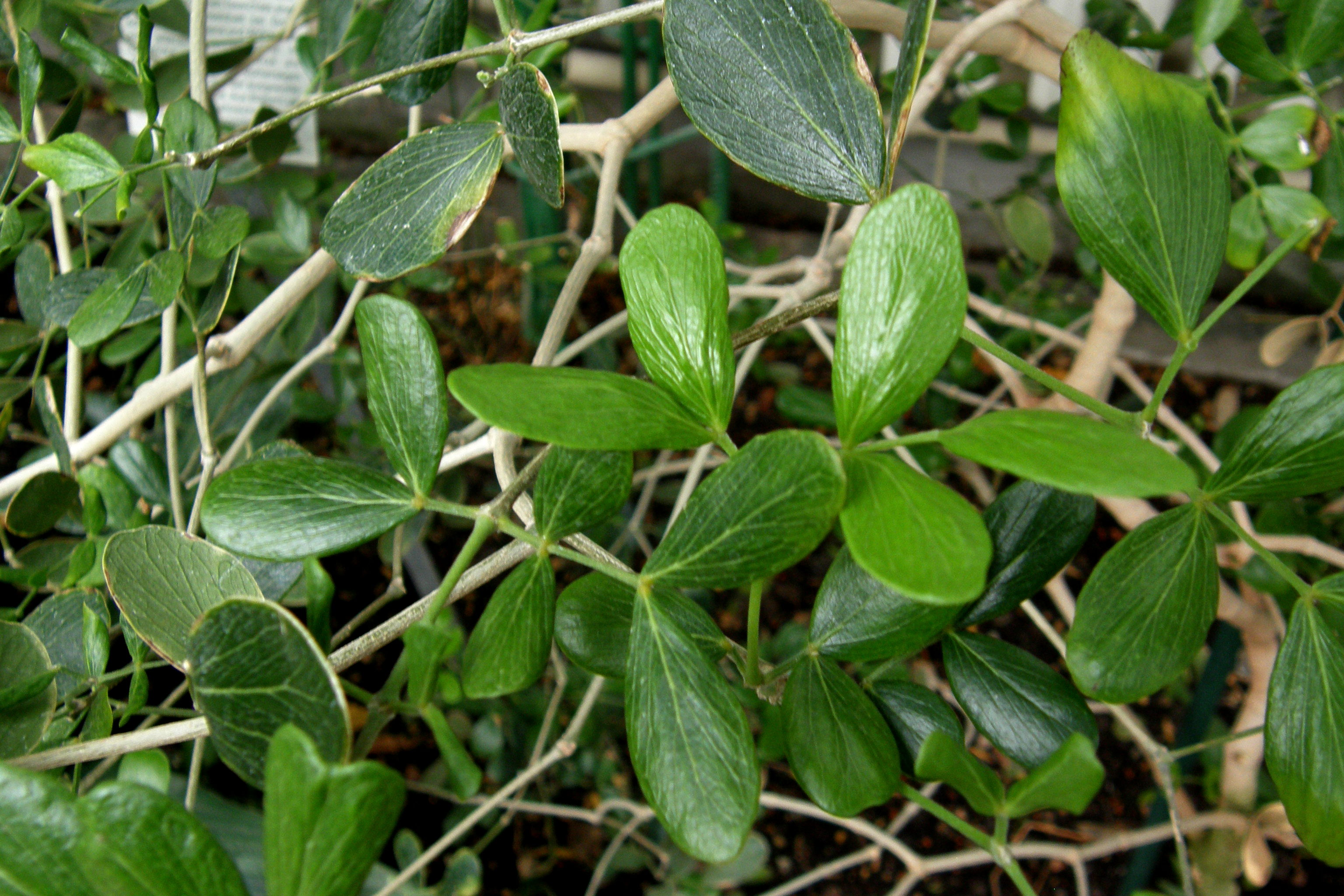
Guaiacum officinale.

Le gaïac est un bois brun verdâtre très dur. Il est parfois appelé, avec d'autres essences, bois de fer ou ironwood. Sa densité, l'une des plus fortes du monde pour un végétal, est de 1,30, si bien qu'il coule. Il est aussi appelé « bois saint » ou « bois de vie » (en latin : lignum vitae). Il s'agit des espèces Guaiacum officinale et Guaiacum sanctum, des petits arbres du genre Guaiacum (famille des Zygophyllacées). On trouve ces essences dans les Amériques tropicales, notamment dans les Antilles et au Venezuela.

## Utilisation
Au temps de la flibuste, ce bois très dur, dense et lourd servait à confectionner les jambes de bois des corsaires et des pirates. Il est toujours utilisé pour la fabrication de poulies, en ameublement (roulettes de meubles) et en bijouterie.
Il était également utilisé pour les confections d'essieux et de coussinets, en particulier pour les paliers des arbres d’hélice de bateaux (la lubrification étant assurée à l'eau de mer) ou ceux des centrales hydroélectriques. Le gaïac a ainsi été utilisé pour les paliers du sous-marin de la Seconde Guerre mondiale, l'USS Pampanito ou du premier sous-marin nucléaire, l'USS Nautilus,. L'introduction dans les années 60 de paliers métalliques entraîne petit à petit sa disparition.
Il est aussi utilisé pour la fabrication des boules de boulingrin tout comme il a été également utilisé dans l'agglomération lilloise pour la fabrication de « bourles », disques de bois de 5 à 9 kilos, que l'on lance sur une piste en terre ayant la forme d'une cale de bateau, le but du jeu étant de s'approcher d'un « étaque », pièce en cuivre fixée près de l'extrémité de la piste. Ce jeu est encore pratiqué de nos jours.
De même, ce bois est aussi considéré comme réflecteur (sur le plan acoustique) du fait de sa densité, et il est utilisé en lutherie, par exemple pour tailler des quenas (flûte des Andes) haut de gamme.
Le bois fournit une résine qui est à la base de la teinture de gaïac, et constitue le réactif traditionnel pour la recherche des oxydases et peroxydases.
Un des constituants de la résine, l'acide mésonordihydroguaïarétique (en), est un bon antioxydant, mais donnerait des lithiases rénales, donc ne doit être employé que sur prescription médicale. C'est une plante riche en saponosides.
Il possède des vertus médicinales : son bois a été utilisé en décoction jusqu'à l'invention de médicaments modernes, dans le traitement de la syphilis et de la tuberculose ; sa sève servait au traitement de l'arthrite. La résine de ce bois est utilisée en médecine depuis plus de cinq siècles. Il est inscrit à la pharmacopée française depuis 1884, et entre dans la composition du « sirop de salsepareille composé ». Le bois de gaïac est un des composants d'un « élixir de jouvence » appelé mamajuana en République dominicaine : des fragments de diverses essences ligneuses locales, mis à macérer dans une bouteille de rhum, sont censés avoir une activité anti-rhumatismale et aphrodisiaque.
La surexploitation a conduit à une réduction dangereuse des populations sauvages de ces différentes espèces. Toutes les espèces de Guaiacum sont placées sur la liste de la CITES.